# Свідчення з чужих слів
Сві́дчення з чужи́х слів — це висловлювання, здійснене в усній, письмовій або іншій формі, щодо певного факту, яке ґрунтується на поясненні іншої особи.
Суд має право визнати допустимим доказом показання з чужих слів незалежно від можливості допитати особу, яка надала первинні пояснення, у виняткових випадках, якщо такі показання є допустимим доказом згідно з іншими правилами допустимості доказів. А також якщо підозрюваний, обвинувачений створив або сприяв створенню обставин, за яких особа не може бути допитана.
Показання з чужих слів не може бути допустимим доказом факту чи обставин, на доведення яких вони надані, якщо показання не підтверджується іншими доказами, визнаними допустимими згідно з правилами, відмінними від положень частини другої цієї статті.

## Визначення
Доказ з чужих слів (або з чуток) - це «позасудова заява, запропонована для доказу правдивості справи, про яку йдеться». У деяких судах докази з чужих слів неприйнятні, якщо не застосовується виняток з правила чужих слів.
Наприклад, щоб довести, що Том був у місті, адвокат запитує свідка: «Що сказала Сюзан про те, що Том перебував у місті?» Оскільки відповідь свідка буде спиратися на позасудову заяву, яку зробила Сюзан, якщо Сюзан недоступна для перехресного допиту, відповідь є чужими словами (або чутками). Обґрунтування заперечення полягає в тому, що особа, яка зробила заяву, не знаходиться в суді і, таким чином, є ізольованою від перехресного допиту. Зауважте, однак, що якщо адвокат, який запитує те ж саме питання, не намагається довести правду про твердження про те, що Том перебуває в місті, але той факт, що Сюзан сказала конкретні слова, може бути прийнятним. Наприклад, було б прийнятним запитати свідка, що Сюзан розповіла їм про Тома в справі про наклеп проти Сюзан, тому що тепер свідка запитують про твердження протилежної сторони, що становить словесний акт.
Правило чужих слів не виключає доказів, якщо це дійсний факт. Мова комерційної пропозиції та прийняття також є прийнятною для винятку чужих слів, оскільки заяви мають незалежне юридичне значення.
Подвійні чужі слова є заявою про чутки, яка містить іншу заяву про чутки. Наприклад, свідок хоче свідчити, що «дуже надійний чоловік повідомив мені, що Вуді сказав йому». Заяви дуже надійної людини і Вуді є двома поданнями свідків з боку свідка, а друга чутка (заява Вуді) залежить від першого (твердження дуже надійного чоловіка). У суді обидва шари чуток повинні бути визнані окремо допустимими. У цьому прикладі перші чутки також походять від анонімного джерела, і прийнятність анонімного повідомлення залежить від додаткового юридичного тягаря доказів.
Багато юрисдикцій, які взагалі забороняють докази з чужих слів в судах, дозволяють більш широке використання чужих слів у позасудових слуханнях.

## Кримінальний процесуальний кодекс 2012 р
Зміни у КПК 2012 р. дають можливість органу досудового розслідування і прокурору, звернувшись із клопотанням до суду на стадії досудового розслідування та здійснивши допит свідка чи потерпілого в судовому засідання, визнавати як допустимий доказ такі показання із чужих слів, без дослідження показань першоджерела, для того, щоб в подальшому покласти їх в основу обвинувального вироку, позбавивши, таким чином, підозрюваного, обвинуваченого можливості спростовувати ці докази в судовому процесі. Тобто, суд може визнати показання з чужих слів допустимим доказом навіть тоді, коли у нього є можливість допитати особу, що надала первинні пояснення з приводу того чи іншого факту або обставин, які мають значення для кримінального провадження.